# Highsider
Een Highsider is een val van een motorcoureur die de beheersing over de motor verliest en omhoog geworpen wordt.
In het verleden was dit vaak het gevolg van een speedwobble.
Een highsider treedt op wanneer een coureur nadat de achterband door de acceleratie in een bocht grip heeft verloren te veel gas mindert. Daardoor krijgt het wiel weer grip, maar door de zijdelingse beweging die de motor intussen aan het maken is pakt de band te snel waardoor de rijder afgeworpen wordt. Een highsider kan ook ontstaan door de wijzigende kettingspanning bij het uitaccelereren na een bocht. Officieel High side fall genoemd, soms ook geschreven als hisider.
Het goed accelereren uit een bocht is een van de belangrijkste kwaliteiten van een motorcoureur. Te vroeg of te veel gas geven kan tot gripverlies en een highsider leiden, maar het kan ook gebruikt worden om de grip opzettelijk te verstoren en het uitbreken van het achterwiel te benutten om een bocht sneller te nemen, het zogenaamde Back wheel steering. Dit vereist echter een perfecte beheersing over de motorfiets.